# Samuel Nnamani
Samuel Onyedikachuwu Nnamani (* 3. Juni 1995 in Lagos) ist ein nigerianischer Fußballspieler.

## Karriere
Samuel Nnamani erlernte das Fußballspielen in der Jugendmannschaft des Christ Ambassador FC im nigerianischen Lagos. Seinen ersten Vertrag unterschrieb er im Juli 2014 in Europa beim serbischen Verein FK Sloga 33 in Petrovac na Mlavi. Nach einem halben Jahr wechselte er im Januar 2015 zum FK Jagodina. Mit dem Verein aus Jagodina spielte er einmal in der ersten Liga, der SuperLiga. Anschließend spielte er für die serbischen Zweitligisten FK Donji Srem und FK Sloboda Užice. Von August 2017 bis März 2018 war er vertrags- und vereinslos. Am 1. April 2018 ging er nach Schweden, wo er einen Vertrag beim Zweitligisten AFC Eskilstuna in Eskilstuna unterschrieb. Am Ende der Saison wurde er mit Eskilstuna Tabellendritter und stieg somit in die erste Liga auf. Die Saison 2019 wurde man Tabellenletzter und musste wieder den Weg in die Zweitklassigkeit antreten. Nach insgesamt 83 Ligaspielen, in denen er 32 Tore erzielte, wechselte er im Januar 2021 zu den Jeonnam Dragons nach Südkorea. Das Fußballfranchise aus Gwangyang spielte in der zweiten Liga. Mit dem Verein gewann er 2021 den südkoreanischen Pokal. Für die Dragons bestritt er 31 Ligaspiele. Die Saison 2022 stand er beim ebenfalls in der zweiten Liga spielenden Bucheon FC 1995 in Bucheon unter Vertrag. Nach Vertragsende wechselte er im Januar 2023 zum vietnamesischen Erstligisten Nam Dinh FC. Bei dem Verein aus Nam Định stand er bis Juli 2023 unter Vertrag. Zu Beginn der Saison 2023/24 ging er im Juli 2023 nach Thailand. Hier unterzeichnete er einen Vertrag beim Erstligaaufsteiger Nakhon Pathom United FC. Für den Verein aus Nakhon Pathom bestritt er drei Ligaspiele. Hierbei erzielte er ein Tor. Im Februar 2024 wurde sein Vertrag nicht verlängert. Am 12. September 2024 nahm ihn der türkisch-zyprischer Klub Mağusa Türk Gücü unter Vertrag. Dieser Vertrag wurde jedoch eine Woche später wieder aufgelöst.

## Erfolge
Jeonnam Dragons
- Südkoreanischer Pokalsieger: 2021